# Aleksiej Mamykin
Aleksiej Iwanowicz Mamykin, ros. Алексей Иванович Мамыкин (ur. 29 lutego 1936 we wsi Wieriajewo, w obwodzie riazańskim, Rosyjska FSRR, ZSRR, zm. 20 września 2011 w Moskwie) – rosyjski piłkarz, grający na pozycji napastnika, reprezentant ZSRR, trener piłkarski.

## Kariera piłkarska

### Kariera klubowa
Wychowanek juniorskich drużyn WWS Moskwa i Dynama Moskwa. W 1955 zadebiutował w pierwszym zespole Dinama Moskwa. Od 1959 występował w wojskowych klubach CSK MO Moskwa, SKA Rostów nad Donem i SKA Odessa. W 1965 zakończył karierę piłkarską.

### Kariera reprezentacyjna
10 września 1961 zadebiutował w reprezentacji Związku Radzieckiego w spotkaniu towarzyskim z Austrią przegranym 0:1. Łącznie rozegrał 9 meczów i strzelił 9 goli. Ponadto zagrał w jednym nieoficjalnym meczu z NRD.

## Kariera trenerska
Po zakończeniu kariery piłkarskiej rozpoczął karierę trenerską. W latach 1964–1965 prowadził SKA Odessa, a potem pomagał trenować CSKA Moskwa. Potem trenował drużynę GSWG, stacjonującej na NRD. W kolejnych latach ponownie prowadził wojskowe kluby CSKA Moskwa, SKA Kijów i Zwiezda Dżyzak. Oprócz tego, w 1972, 1977-1978, 1981, 1988-1994 pracował na stanowisku starszego trenera w Szkole Piłkarskiej CSKA Moskwa, a w latach 1984—1987 jako trener w Szkole Piłkarskiej Dzierżyńskiego rejonu Moskwy. Od 1996 pracował w Szkole Piłkarskiej Dinamo-3 Moskwa. 20 września 2011 zmarł w Moskwie.

## Sukcesy i odznaczenia

### Sukcesy klubowe
- mistrz ZSRR: 1957
- wicemistrz ZSRR: 1956, 1958

### Sukcesy reprezentacyjne
- uczestnik mistrzostw świata: 1962

### Sukcesy indywidualne
- wybrany do listy 33 najlepszych piłkarzy ZSRR: Nr 1 (1961), Nr 3 (1957)

### Odznaczenia
- tytuł Mistrza Sportu ZSRR: 1959
- tytuł Zasłużonego Trenera Rosyjskiej FSRR: 1976